# Got to Be There (album)
 (août 2021).
Si vous disposez d'ouvrages ou d'articles de référence ou si vous connaissez des sites web de qualité traitant du thème abordé ici, merci de compléter l'article en donnant les références utiles à sa vérifiabilité et en les liant à la section « Notes et références ».
Cet article concerne l'album de Michael Jackson. Pour la chanson du même chanteur, voir Got to Be There.
Albums de Michael Jackson
Ben
(1972)
Singles
Got to Be There est le premier album solo de Michael Jackson, paru le 24 janvier 1972, sous le label Motown. 
Surfant sur la vague du succès des Jackson 5, l'album est soutenu par quatre singles : Got to Be There (sorti en 1971), Rockin' Robin et, selon les pays, I Wanna Be Where You Are et Ain't No Sunshine.
L'album s'est écoulé à 1 600 000 exemplaires dans le monde. Avec cet album, Michael Jackson fut le premier artiste chez Motown à avoir enregistré un album solo sans quitter son groupe d'origine, The Jackson 5.

## Description
Dès l'arrivée des Jackson Five chez Motown, le jeune Michael attire l'attention. Le 18 octobre 1969, lors du show télé Hollywood Palace, Diana Ross présente les cinq garçons sous le titre « Michael Jackson & The Jackson Five ». Cette erreur d'appellation engendre la fureur de Joe, leur père, qui rappelle à Berry Gordy qu'il s'agit d'un groupe familial et que Michael n'a pas à être mis en avant par rapport aux autres.
Malgré cette volonté de protéger la fratrie, le jeune chanteur continue d'attirer l'attention, comme dans les émissions d'Ed Sullivan ou de Dick Clark, dans lesquelles il s'illustre par ses pas de danse et ses interprétations, prouvant dès le premier album des Jackson Five qu'il sait donner de l'émotion dans des ballades mélancoliques, comme Who's Lovin' You ou Can You Remember. Conscient de ce potentiel, le manager Berry Gordy décide d'appliquer sans tarder la formule qu'il a mis dix ans à mettre au point pour Diana Ross et les Supremes. Alors que les Jackson Five deviennent les héros d'un dessin animé programmé chaque samedi matin sur ABC à partir du 11 septembre 1971, Motown publie le premier 45 tours solo de Michael Jackson, Got To Be There, le 7 octobre de la même année. Cette ballade, composée par Elliot Willenski, permet au jeune chanteur de montrer sa capacité à chanter sur des notes très hautes.
Producteur exécutif de ce premier album, qui paraît le 24 janvier 1972, Berry Gordy confie à Michael Jackson des reprises de Ain't No Sunshine de Bill Withers, You've Got a Friend de Carole King ou encore Love Is Here And Now You're Gone du trio Holland-Dozier-Holland.
Le public accueille ce disque avec enthousiasme et Motown décide d'en extraire quatre singles : après Got to Be There, parait Rockin' Robin qui, comme la chanson-titre, atteint le Top 5 aux États-Unis et au Royaume-Uni. Le dernier single diffère selon les pays : en Amérique du Nord le choix se porte sur I Wanna Be Where You Are, tandis qu'au Royaume-Uni il s'agit de Ain't No Sunshine.
L'album Got To Be There s'écoule à 1 600 000 exemplaires dans le monde alors que Maybe Tomorrow des Jackson Five, sorti quelques mois plus tôt, se vend deux fois moins. Conscient de cette double économie, Berry Gordy comprend qu'il peut capitaliser sur les personnalités fortes du groupe. Il va ainsi proposer à Jermaine puis à Jackie d'enregistrer des albums solo, qui remporteront cependant moins de succès que ceux de leur jeune frère.
Got To Be There est le point de départ d'une carrière solo qui mettra près de sept ans à arriver à maturation.

## Titres
| No  | Titre                             | Durée |
| --- | --------------------------------- | ----- |
| 1.  | Ain't No Sunshine                 | 4:11  |
| 2.  | I Wanna Be Where You Are          | 2:59  |
| 3.  | Girl Don't Take Your Love From Me | 3:47  |
| 4.  | In Our Small Way                  | 3:38  |
| 5.  | Got to Be There                   | 3:23  |
| 6.  | Rockin' Robin                     | 2:31  |
| 7.  | Wings of my Love                  | 3:21  |
| 8.  | Maria (You Were the Only One)     | 3:41  |
| 9.  | Love is Here and Now You're Gone  | 2:51  |
| 10. | You've Got a Friend               | 4:53  |

## Certifications
| Pays              | Certification | Unités  |
| ----------------- | ------------- | ------- |
| États-Unis (RIAA) | Or            | 500 000 |